# Černá hora (Šumava)
Černá hora (německy Schwarzberg) je hora na Kvildských pláních v pohoří Šumava. Nachází se 5 km jihozápadně od obce Kvilda a 1 km od státní hranice s Německem. Leží na rozhraní Jihočeského a Plzeňského kraje a okresů Prachatice a Klatovy.

## Geomorfologie
Černá hora je plochá kupa s asymetrickými svahy (východní je prudký) na hlavním šumavském hřebeni, po němž vede evropské rozvodí mezi Severním a Černým mořem. Vrcholovou část tvoří poměrně rozsáhlá plošina, místy pokrytá balvany, jejímž nejvyšším bodem je osamocená skalka na mýtině, vytvořené kůrovcovou kalamitou. Na plošině, asi 200 m od nejvyššího místa stojí mezi stromy geodetický bod. K severu z Černé hory vybíhá rozsocha na níž vystupují vrcholy Čertův vrch (1245 m), Tetřev (1260 m), Březová hora (1194 m) a Antýgl (1254 m).

## Přístup
Na vrchol Černé hory nevedou turistické stezky, ty procházejí pouze jejími svahy. Z Kvildy vede modrá značka k Pramenu Vltavy. Po jižním svahu Černé hory stoupá červená trasa č. 0250 od Pramene Vltavy na Modravu, která je součástí Šumavské pěší magistrály. Otevírají se z ní výhledy na poškozené lesy na úbočích Černé hory a Malé Mokrůvky, na Stráž, Roklan, ale také na vzdálenější Velký Javor a za ideální viditelnosti i na Alpy. Červená turistická stezka se také nejvíce přibližuje k vrcholu – turistický rozcestník Pod Černou horou (1270 m) je od něj 650 m. Pohodlnější přístup přímo na vrchol však nabízejí svážnicové cesty od severovýchodu, na něž se odbočí z modré turistické stezky.

## Vodstvo
Po obvodu Černé hory vyvěrá celá řada pramenů, z nichž vzniká především Teplá Vltava. K severozápadu pak stékají Ptačí a Černohorský potok – vyderské přítoky. Na jihu vznikají Grosser Schwarzbach a Reschbach, po jejichž soutoku pokračuje vodní tok pod názvem Reschwasser – náleží do povodí Dunaje.

## Ochrana přírody
Černá hora leží na území NP Šumava, na jejím východním svahu je I. zóna NP Pramen Vltavy. Smrčiny na vrcholové plošině, jižních a západních svazích Černé hory však byly značně poškozeny kůrovcovou kalamitou. Dílo zkázy pak dokonal orkán Kyrill.

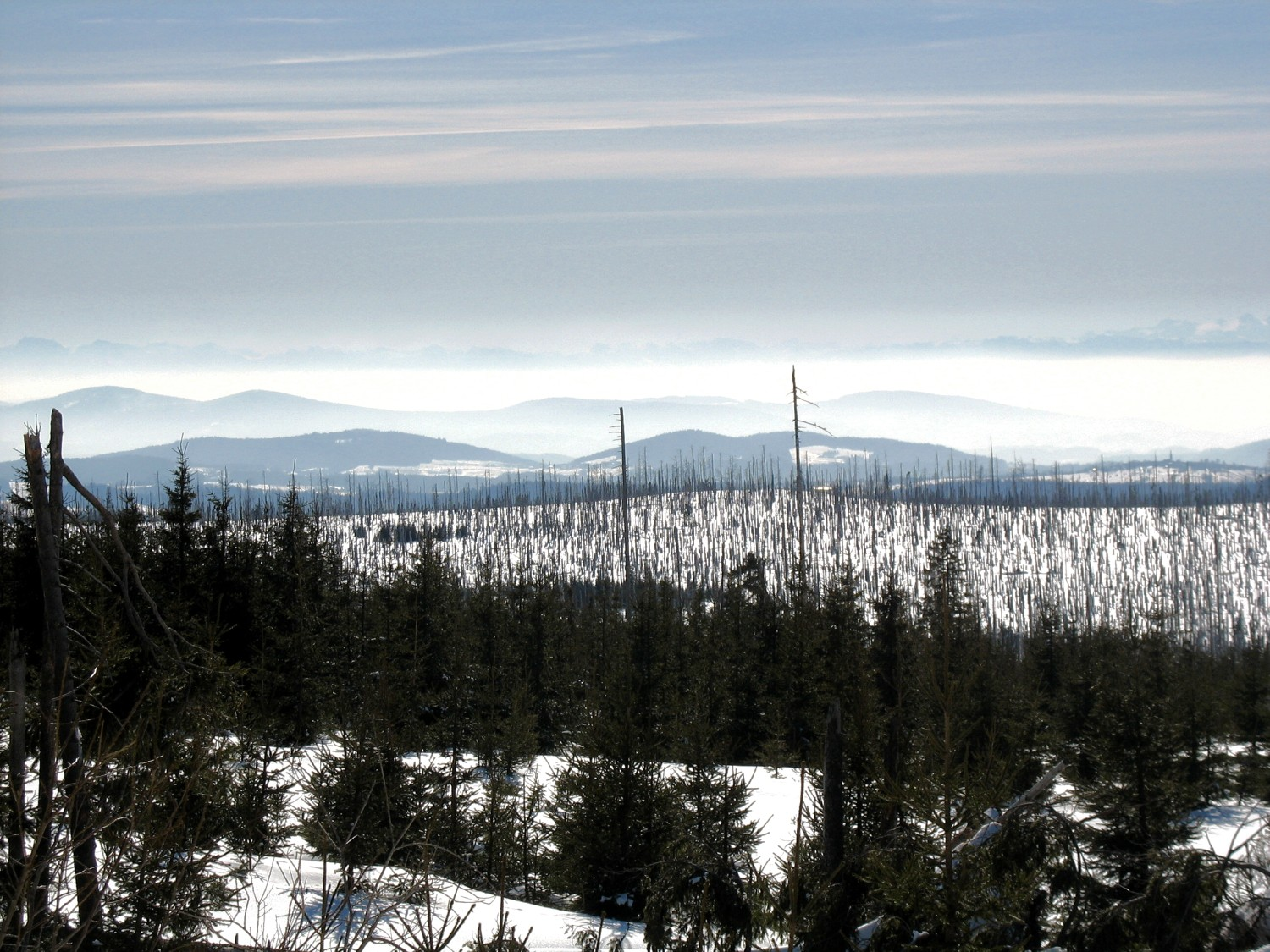
Alpská vyhlídka na svahu Černé hory

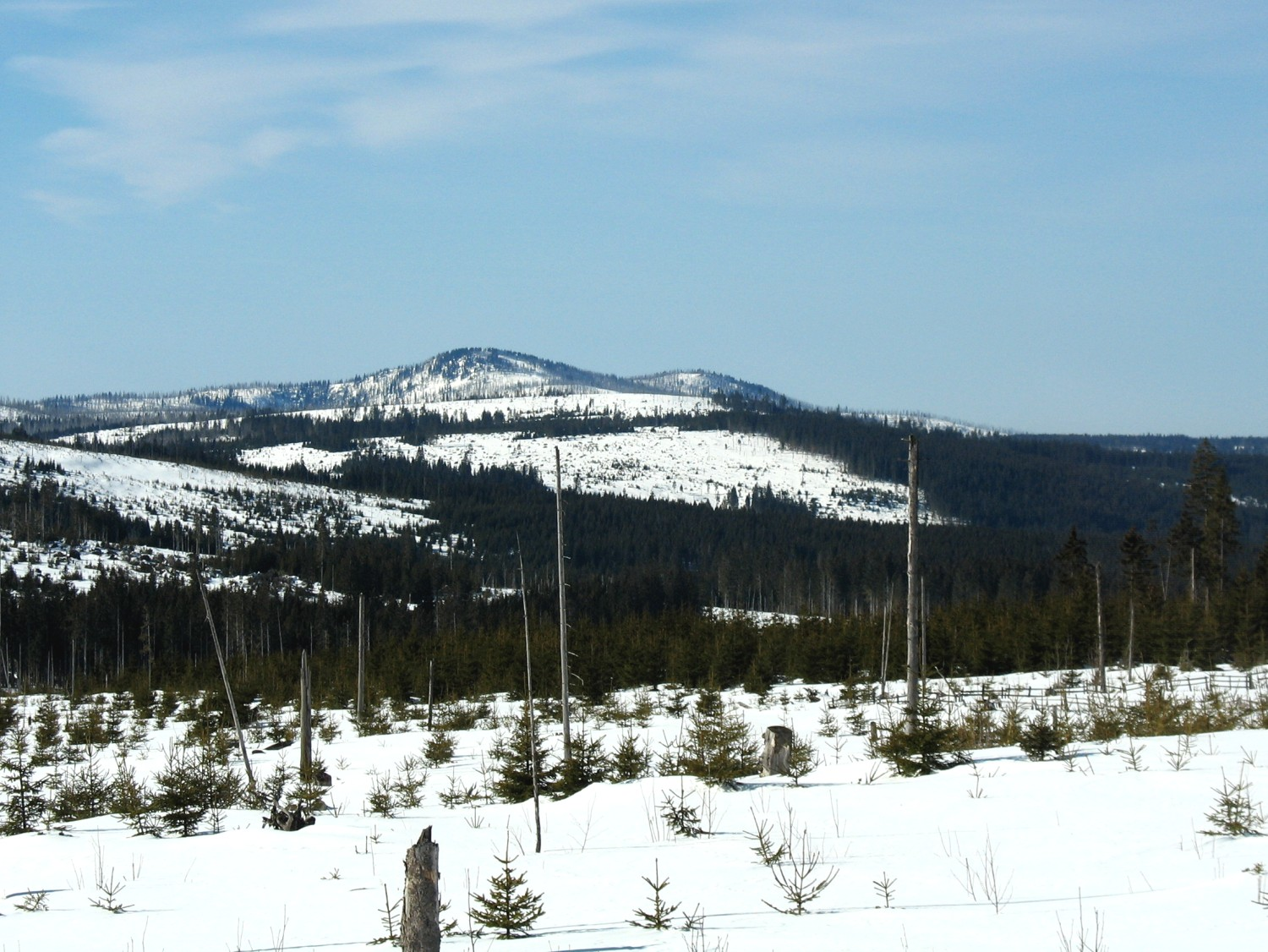
Výhled na Roklan ze svahu Černé hory